# انادن (الواد)
انادن هو دُوَّار يقع بجماعة إجوكاك، إقليم الحوز، جهة مراكش آسفي في المملكة المغربية. ينتمي الدوّار لمشيخة الواد التي تضم 18 دوار. يقدر عدد سكانه بـ 234 نسمة حسب الإحصاء الرسمي للسكان والسكنى لسنة 2004.

## روابط خارجية
- البوابة الوطنية للجماعات الترابية
- المندوبية السامية للتخطيط